# Banff (distillerie)
Pour les articles homonymes, voir Banff (homonymie).
Banff était une distillerie de whisky située dans la ville du même nom, dans la région du Speyside en Écosse, et qui opéra de 1863 à 1983.

## Histoire
La première distillerie à porter le nom de Banff fut construite par James McKilligan & Co. en 1824 à Inverboyndie, sur le territoire de la ville de Banff. En 1863, le propriétaire d'alors (James Simpson Jr.) fit construire une nouvelle distillerie, toujours à Inverboyndie. Celle-ci disposait d'un meilleur accès au chemin de fer (Great North of Scotland Railway) et d'une meilleure source d'eau.
La distillerie a connu plusieurs incendies et explosions, en particulier le 9 mai 1877 où la plupart des bâtiments furent détruits, mis à part l'entrepôt. Après la reconstruction, un véhicule de pompier fut gardé dans les locaux. En 1932, une filiale de Distillers Company Limited racheta la distillerie et arrêta immédiatement la production.
Le 16 août 1941, des bombardiers nazis Junkers Ju 88 attaquèrent la distillerie et détruisirent l'entrepôt n°12. De nombreux fûts de whiskys brulèrent et une grande partie du stock fut perdue. En 1943, le 248e escadron de la Royal Air Force fut déplacé sur le site de la distillerie et y resta jusqu'à la fin de la guerre.
Après la fin de la Seconde Guerre mondiale, des travaux de rénovation furent menés afin de relancer la production de la distillerie. Lors de la réparation d'un des alambics le 3 octobre 1959, des vapeurs d'alcool à l'intérieur de celui-ci s'enflammèrent et causèrent une explosion qui détruisit l'alambic et endommagea la distillerie.
Quand les rénovations furent terminées, la distillerie recommença à produire du whisky jusqu'à ce qu'elle soit mise en sommeil en 1983. À la fin des années 1980, la plupart des bâtiments de la distillerie avaient été détruits. Le dernier entrepôt fut détruit par le feu le 11 avril 1991.

## Fonctionnement
Les alambics étaient chauffés au charbon jusqu'en 1970, où de brûleurs à fuel furent mis en place.
La distillerie pratiquait une triple distillation jusqu'en 1924.